# Campyliadelphus stellatus
Campyliadelphus stellatus är en bladmossart som beskrevs av Hiroshi Kanda 1975 [1976. Campyliadelphus stellatus ingår i släktet nervspärrmossor, och familjen Amblystegiaceae. Inga underarter finns listade i Catalogue of Life.